# Talbahnhof
Als Talbahnhof wird allgemein ein in einem Tal oder an der untersten Stelle einer Bahnstrecke liegender Bahnhof bezeichnet; speziell ist es der konkrete Name eines konkreten Bahnhofs.
Talbahnhof ist
- der Bahnhof „Karaköy“ der Istanbuler Standseilbahn Tünel
- der Bahnhof „Brannenburg“, später „Waching“ der Wendelsteinbahn
- der Bahnhof „Eschweiler Tal“, seit 2004 Haltepunkt Eschweiler Talbahnhof/Raiffeisenplatz und Kulturzentrum
- der Bahnhof am „Marienplatz“ der Zahnradbahn Stuttgart
- der Bahnhof „Llanberis“ der walisischen Zahnradbahn Snowdon Mountain Railway
- der Bahnhof „Nahal Soreq (Wadi es Sarar)“ der Strecke nach Jerusalem der Palestine Railways

sowie
- die untere Station der katalanischen Zahnradbahn Cremallera de Montserrat
- die untere Station der Königswinter Zahnradbahn Petersbergbahn

Siehe auch:
- Talstation